# William René Shea
William René Shea (Quebec, Canadá, 16 de mayo de  1937) es historiador y filósofo de la ciencia.
Es profesor en la Universidad de Padua, titular de la Cátedra Galileiana de Historia de la Ciencia, creada en 1992, única en el mundo con este nombre.
Shea está casado y tiene cinco hijos.
Se graduó de la Universidad de Cambridge y fue investigador de la Universidad de Harvard; ha enseñado en la Universidad de Ottawa, la Universidad McGill en Montreal y la Universidad de Estrasburgo, antes de recibir su nombramiento en Italia en 2003.
Shea es historiador de la ciencia de fama mundial y es considerado una autoridad en relación con el pensamiento científico de la era moderna. Está interesado también por la historia de la revolución científica y por la bioética.
Fue Presidente de la Comisión Permanente de Humanidades de la Fundación Europea de la Ciencia, una asociación de sesenta de los principales consejos de investigación de veintidós países de Europa; pertenece a varias academias incluyendo la Academia Europea, la Royal Society of Canada y la Real Academia Sueca de Ciencias (la comisión que adjudica el premio Nobel). Shea es expresidente de la Unión Internacional de Historia y Filosofía de la Ciencia y de la Academia Internacional de Historia de la Ciencia.
Es autor y editor de diversos estudios (alrededor de 30 libros), en particular en torno a Galileo, el caso Galileo y los inicios de la ciencia moderna y autor de más de 145 artículos académicos que han aparecido en diez idiomas.

## Obras
- Galileo Observed: Science and the Politics of Belief, Shea William R., Artigas Mariano, Science History Publications, 2006[4]
- Galileo in Rome: The Rise and Fall of a Troublesome Genius, Shea William R., Artigas Mariano, Oxford University Press, 2003[5][6]
- Designing Experiments & Games of Chance, Shea William R., Science History Publications, 2003
- Copernico: un rivoluzionario prudente, Shea William R., Le Scienze, 2001
- La magia dei numeri e del moto, Shea William R., Bollati Boringhieri, 1994
- Energy Needs in the Year 2000: Ethical and Environmental Perspectives, Shea William R., Watson Pub. International, 1994
- Galileo Galilei: An Astronomer at Work, Shea William R, Canadian Society for History and Philosophy of Science, 1993
- Storia delle scienze, Shea William R. e Pirovano Carlo, Einaudi, 1992
- Le scienze fisiche e astronomiche di Shea William R. e Bellone Enrico, Einaudi, 1992
- L'arte della persuasioe scientifica, di Shea William R., Pera Marcello e Barrotta Pierluigi, Guerini e associati, 1992
- Interpreting the World: Science and Society, Shea William R., Spadafora Antonio, Science History Publications, 1992
- Persuading science, Shea William R., Pera Marcello, Science History Publications, 1991[7]
- The Magic of Numbers and Motion: The Scientific Career of Rene Descartes, Shea William R., Science History Publications, 1991
- Nature, Experiment, and the Sciences, Harvey Levere Trevor, Drake Stillman, Shea William R., Springer, 1990[8]
- Creativity in the Arts and Science, Shea William R. e Spadafora Antonio, Science History Publications, 1990
- Copernico, Galileo, Cartesio: aspetti della rivoluzione scientifica, Shea William R., Armando, 1989
- Scientists and Their Responsibility di Shea William R. e Sitter-Liver Beat, Watson Pub. International, 1989[9]
- Revolutions in Science: Their Meaning and Relevance, Shea William R., Science History Publications, 1989
- Nature Mathematized, Shea William R., Sold, 1983
- Otto Hahn and the rise of nuclear physics, Shea William R., Springer, 1983
- Rutherford and Physics at the Turn of the Century, Shea William R. y Bunge Mario Augusto, Science History Publications, 1979
- Galileo's Intellectual Revolution: Middle Period, 1610-1632, Shea William R., Science History Publications, 1977[10]
- Basic Issues in the Philosophy of Science, Shea William R., Science History Publications, 1976
- Values and the Quality of Life, Shea William R. e John King-Farlow, Science History Publications, 1976[11]
- Reason, Experiment, and Mysticism in the Scientific Revolution, Ringhini Bonelli Maria Luisa, Shea William R., Science History Publications, 1975[12][13][14]
- Galileo's Intellectual Revolution, Shea William R., Macmillan, 1972

### Ediciones en español
- Shea, William R.;  Artigas, Mariano (2009). El Caso Galileo. Encuentro Ediciones. ISBN 978-84-7490-988-3.
- Shea, William R.;  Artigas, Mariano (2003). Galileo en Roma. Encuentro Ediciones. ISBN 978-84-7490-676-9.[15]
- Shea, William R. (1993). Magia de los números y movimiento: carrera científica de Descartes. Alianza Editorial. ISBN 978-84-206-2746-5.
- Shea, William R. (1983). La revolución intelectual de Galileo. Editorial Ariel. ISBN 978-84-344-8009-4.